# Archolaemus blax
Archolaemus blax är en fiskart som beskrevs av Korringa, 1970. Archolaemus blax ingår i släktet Archolaemus och familjen Sternopygidae. Inga underarter finns listade i Catalogue of Life.